# М̀
Cette page contient des caractères spéciaux ou non latins. S’ils s’affichent mal (▯, ?, etc.), consultez la page d’aide Unicode.
М̀ (minuscule : м̀), appelé em accent grave, est une lettre additionnelle de l’alphabet cyrillique qui a été utilisée en tchouvache au XIXe siècle. Elle est composée du em ‹ М › diacrité d’un accent grave.

## Représentation informatique
Le em accent grave peut être représenté avec les caractères Unicode suivants :
- décomposé (cyrillique, diacritiques)[1],[2] :

| formes    | représentations | chaînes de caractères | points de code | descriptions                                            |
| --------- | --------------- | --------------------- | -------------- | ------------------------------------------------------- |
| capitale  | М̀               | М◌̀                    | U+041C U+0300  | lettre majuscule cyrillique em diacritique accent grave |
| minuscule | м̀               | м◌̀                    | U+043C U+0300  | lettre minuscule cyrillique em diacritique accent grave |